# Vyšný Hrušov
Vyšný Hrušov – wieś (obec) na Słowacji położona w kraju preszowskim, w powiecie Humenné. Pierwsze wzmianki o miejscowości pochodzą z roku 1543.
Według danych z dnia 31 grudnia 2012, wieś zamieszkiwało 478 osób, w tym 231 kobiet i 247 mężczyzn.
W 2001 roku rozkład populacji względem narodowości i przynależności etnicznej wyglądał następująco:
- Słowacy – 94,64%
- Czesi – 0,64%
- Romowie – 3,22%
- Rusini – 0,86%
- Ukraińcy – 0,21%

Ze względu na wyznawaną religię struktura mieszkańców kształtowała się w 2001 roku następująco:
- Katolicy rzymscy – 92,92%
- Grekokatolicy – 6,22%
- Ewangelicy – 0,21%
- Prawosławni – 0,43%
- Nie podano – 0,21%